# Stargard
Stargard (německy Stargard in Pommern, těsně po druhé světové válce polsky Starogród, v letech 1950–2015 Stargard Szczeciński) je okresní město v severozápadním Polsku v Západopomořanském vojvodství v okrese Stargard, ležící na řece Ina asi 40 km východně od Štětína. Městská práva získal Stargard 21. června 1243. Centrum města obklopuje soubor parků zvaných Planty. Na rozloze 48,08 km² zde v roce 2024 žilo 66 272 obyvatel.

## Historie
Název města je slovanského původu (starý hrad). Město se poprvé připomíná roku 1140 a roku 1243 získalo magdeburská městská práva. Roku 1363 se připojilo k Hanse a bylo opevněno, v 15. století bylo sídlem pomořanských vévodů. Za Třicetileté války bylo vypáleno a Vestfálský mír je připojil k Braniborsku-Prusku. Roku 1701 připadlo Prusku a po sjednocení Německa roku 1871 se stalo částí Německé říše. Za Druhé světové války bylo město jakožto významný železniční uzel silně poškozeno bombardováním a po válce připadlo Polsku.

## Doprava
Stargard je součástí městské a přístavní aglomerace Štětín. Leží na křižovatce významných železničních tratí, totiž trati 351 Štětín - Poznaň a trati 202 Stargard - Gdaňsk.
Městskou dopravu zajišťuje 23 autobusových linek, v okolí města jsou četné pěší i cyklistické trasy.

## Pamětihodnosti
- Zbytky městských hradeb a věží
- Kapitulní kostel Panny Marie, gotická cihlová trojlodní basilika z 15. století, jeden z největších cihlových gotických chrámů v Evropě
- Kostel svatého Jana, gotický cihlový halový (stejnolodní) kostel s věží v průčelí vysokou 99m.
- Renesanční radnice ze 16. století s bohatě zdobenou fasádou
- Měšťanské domy z 15.-18. století

## Galerie

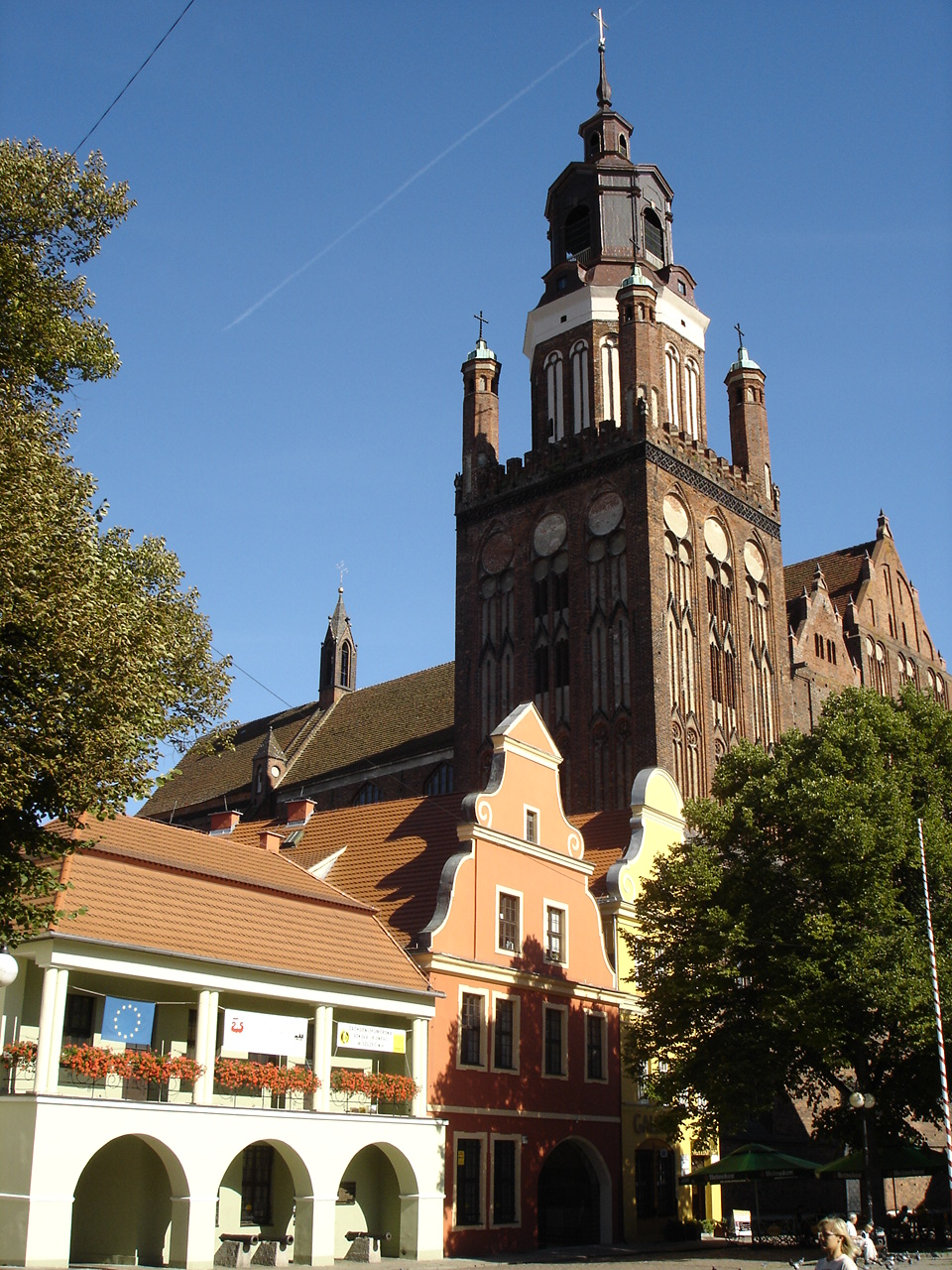
Věž katedrály z náměstí
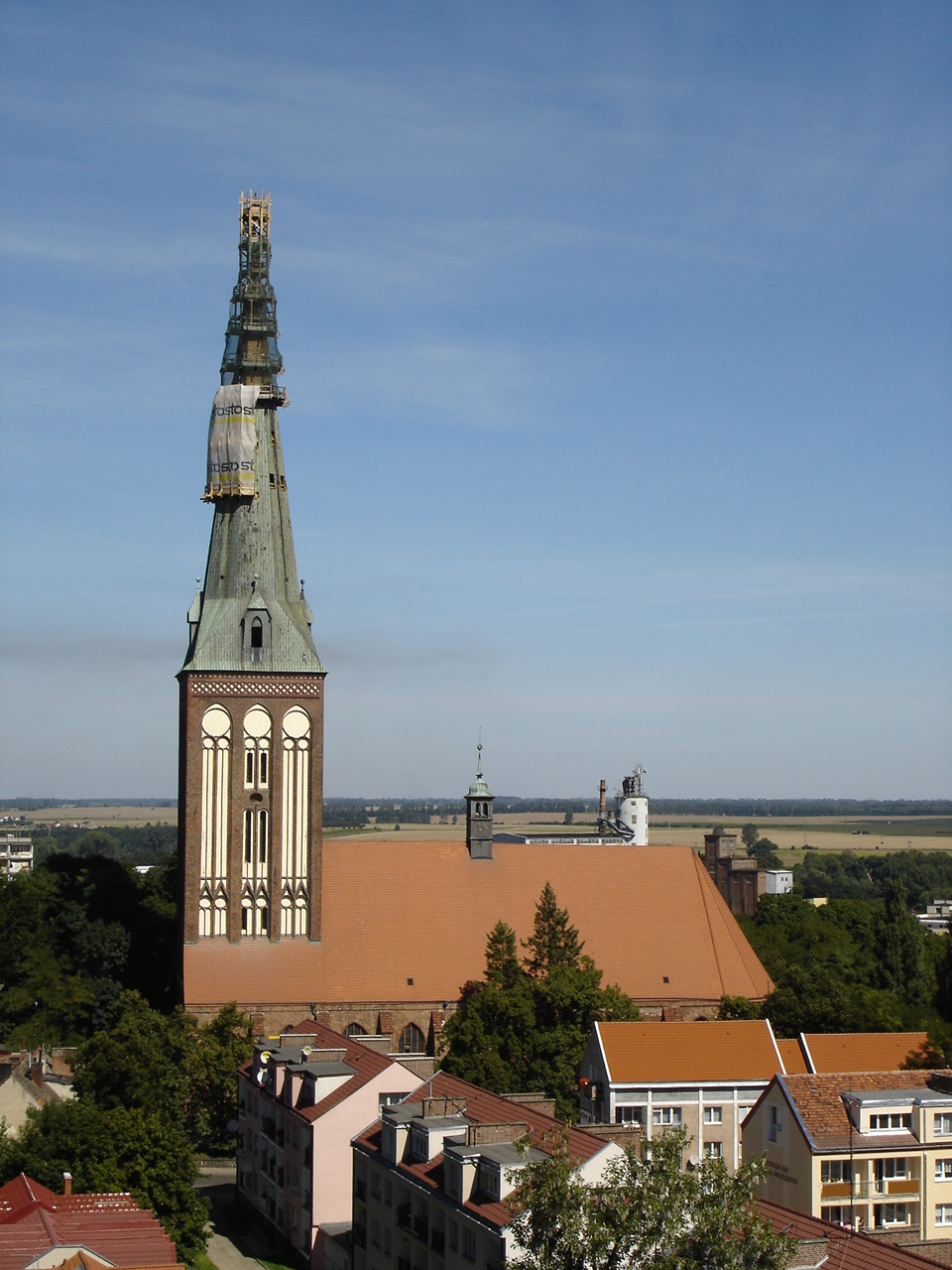
Kostel svatého Jana
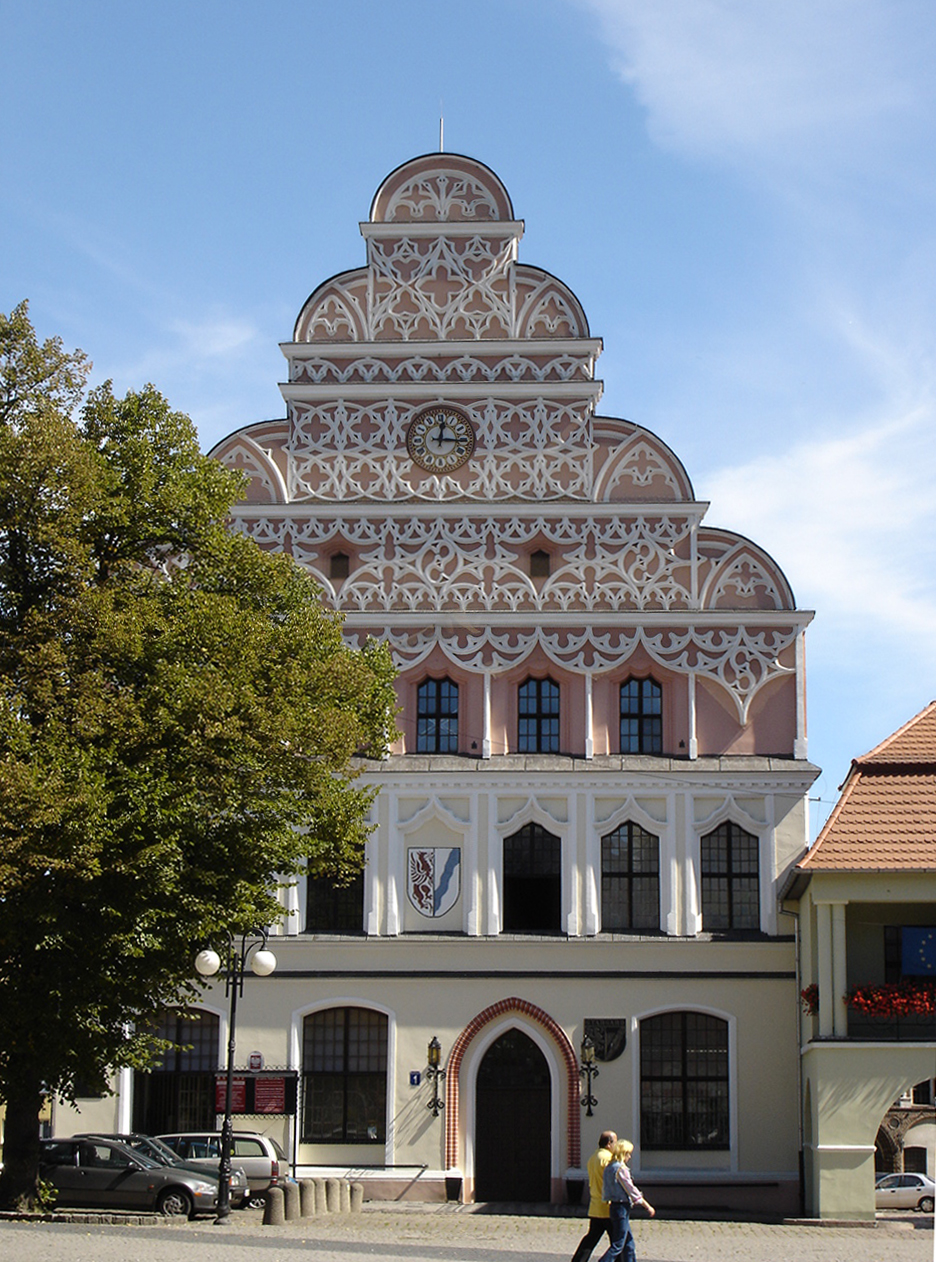
Renesanční radnice
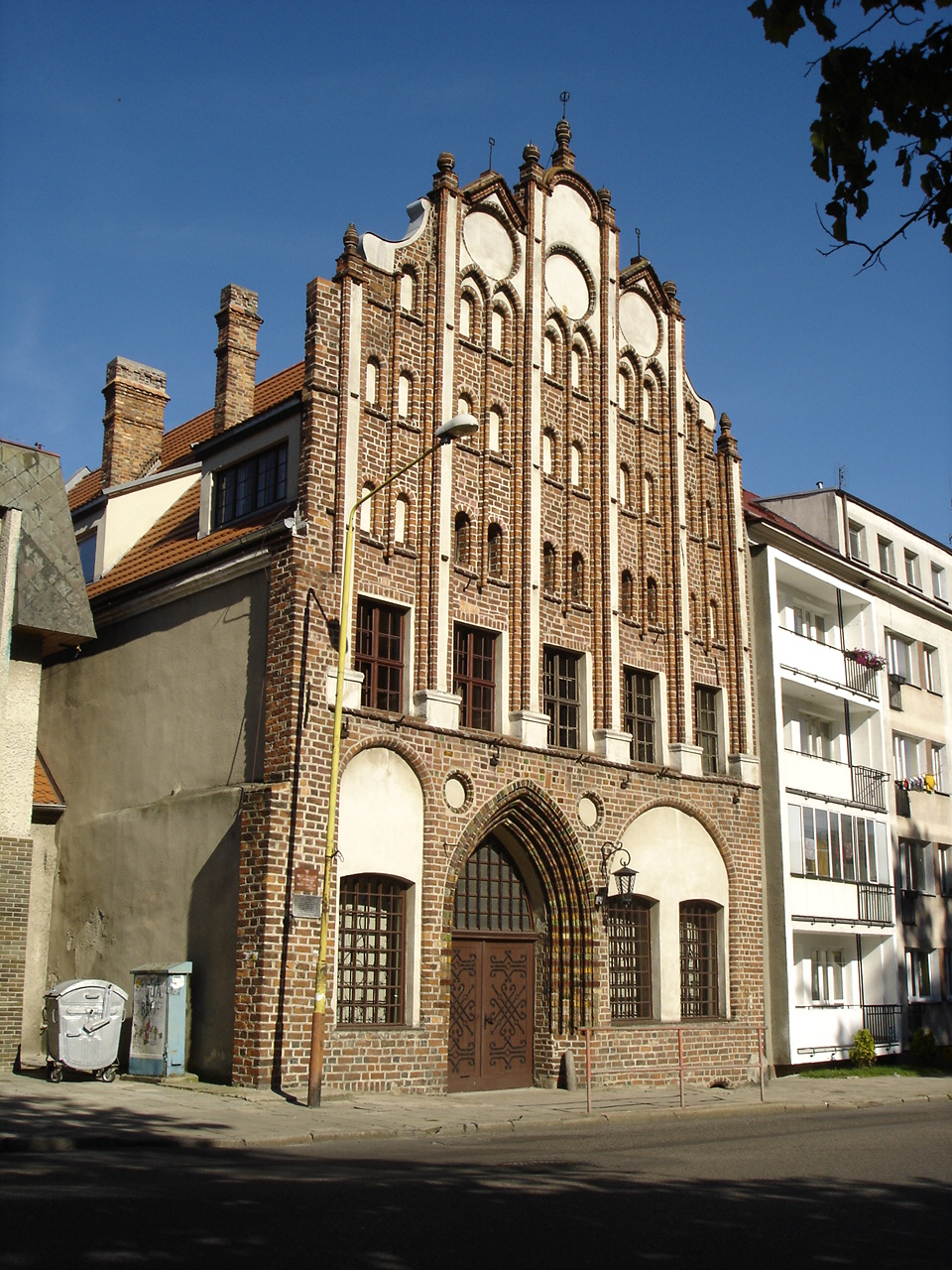
Měšťanský dům (15. stol.)
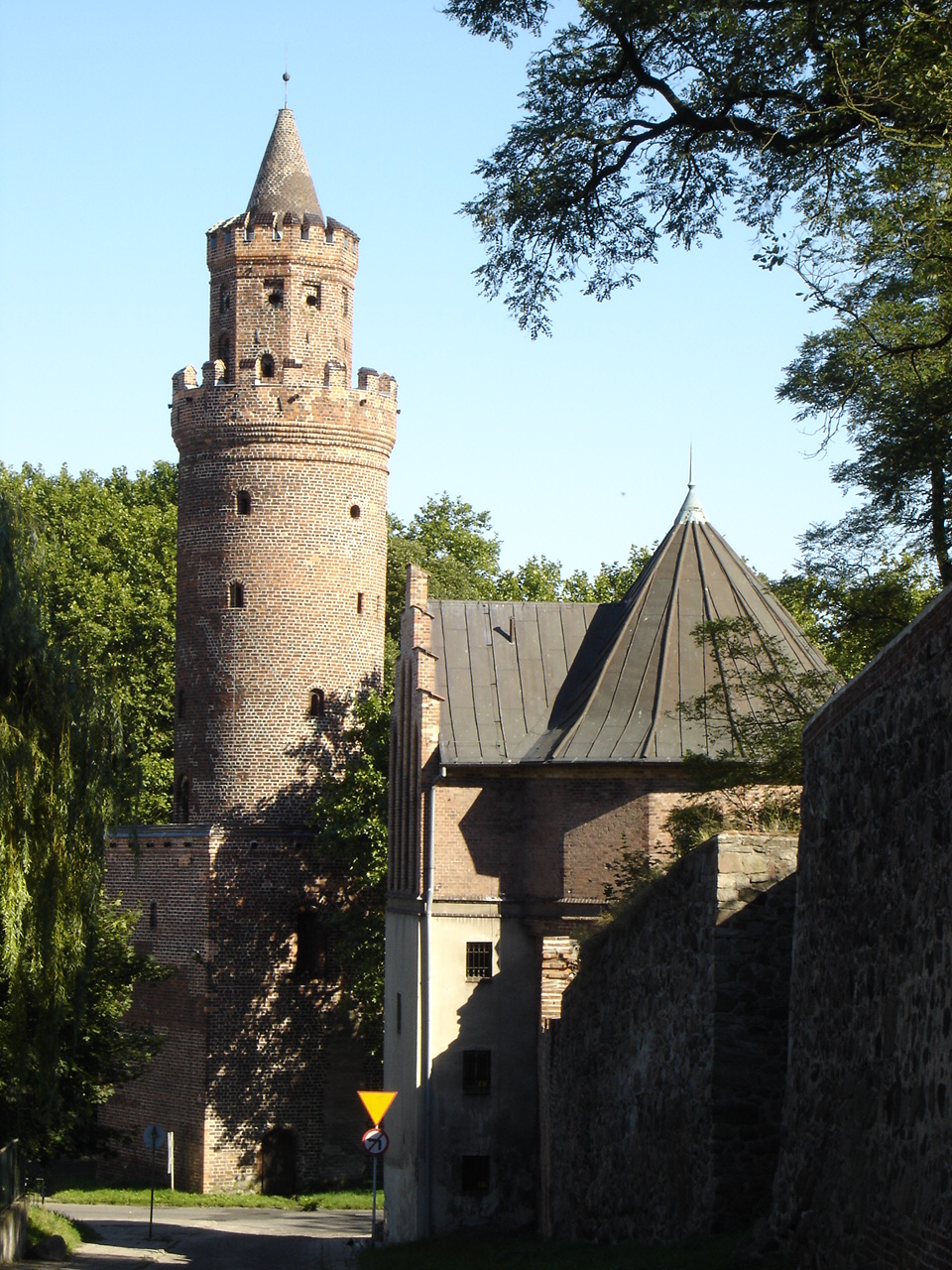
Věž městského opevnění
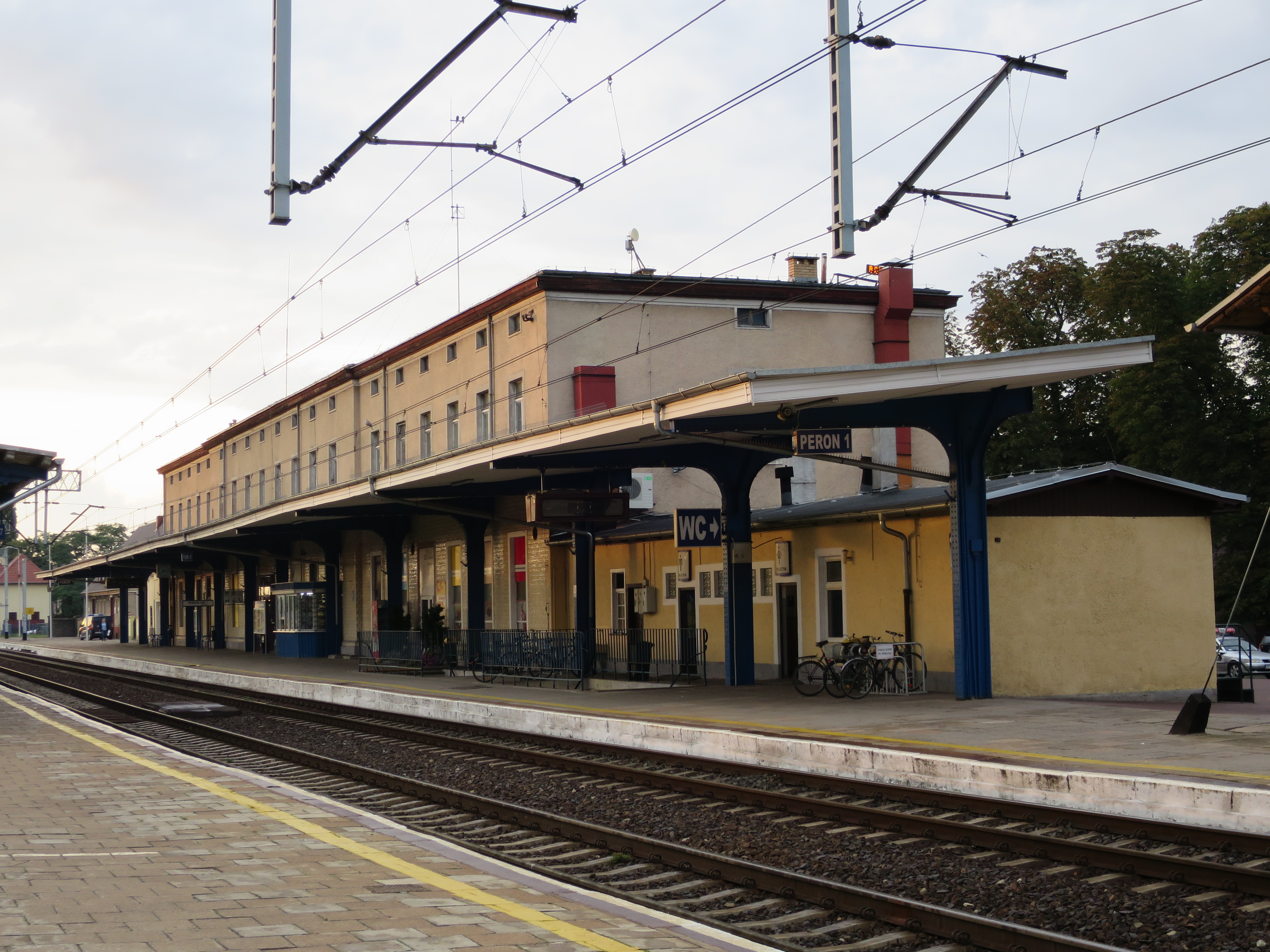
Nádraží

## Sport
- Błękitni Stargard Szczeciński – fotbalový klub založený roku 1945

## Osobnosti
- Paweł Czapiewski (* 1978) – polský atlet
- Margaret (* 1991) – polská zpěvačka a skladatelka

## Partnerská města
- Elmshorn, Německo
- Saldus, Lotyšsko
- Slagelse, Dánsko
- Stralsund, Německo
- Wijchen, Nizozemsko